# 酒井逸史
酒井逸史（さかい はやと、1965年 - ）は日本の雑誌編集者。『週刊新潮』編集長。

## 経歴
- 1965年　東京にて誕生。
- 1988年　早稲田大学 法学部卒業後、新潮社に入社し、FOCUS編集部に配属。[1]。
- 2001年　『週刊新潮』編集部へ異動[1]。
- 2009年  4月20日より『週刊新潮』編集長[1]。